# Parte III de los Tripos de Matemáticas

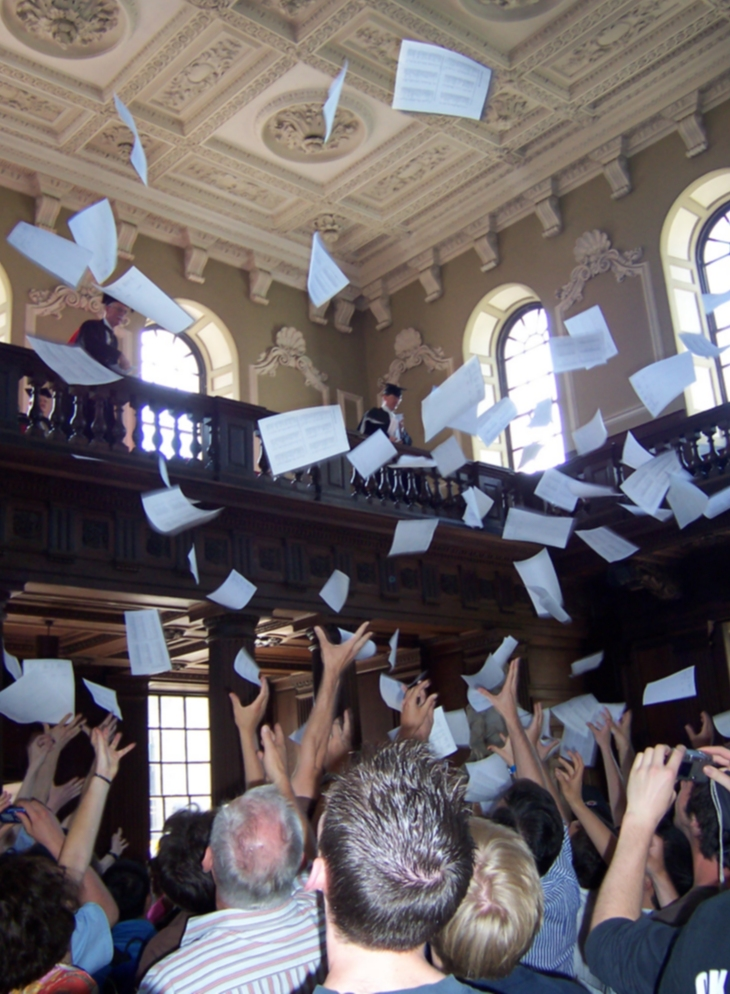
Los resultados de las partes II y III de los viajes matemáticos se leen en el interior de Senate House, Universidad de Cambridge y luego se arrojan desde el balcón.

La Parte III de los Tripos de Matemáticas (oficialmente Maestría en Matemáticas / Maestría en Estudios Avanzados ) es un curso de un año impartido a nivel de maestría en matemáticas ofrecido en la Facultad de Matemáticas de la Universidad de Cambridge. Se considera uno de los programas de matemáticas más difíciles e intensivos del mundo y lo cursan unos 200 estudiantes cada año. Aproximadamente un tercio de los alumnos lo estudian como un cuarto año de estudios matemáticos en Cambridge (después de las Partes IA, IB y II), mientras que los dos tercios restantes toman el curso como un curso de un año.

## Maestría en Matemáticas vs Maestría en Estudios Avanzados
Los estudiantes que hayan completado su licenciatura en Cambridge recibirán tanto una Licenciatura en Artes (B.A.) como una Maestría en Matemáticas (M.Math.) por cuatro años de estudio, siempre que no se hayan graduado previamente con una Licenciatura Esto permite que los graduados de Cambridge sigan siendo elegibles para recibir fondos del gobierno para la realización del curso. La progresión de la Parte II de los Tripos matemáticos a la Parte III normalmente requiere obtener un First (la calificación máxima dentro de la clasificación del sistema universitario británico) en la Parte II o muy buenas actuaciones en las Partes IB y II. Los estudiantes que completen la Parte III de los Tripos de Matemáticas, pero no completaron sus estudios de pregrado en Cambridge (o se han graduado previamente con un BA) recibirán el título de Maestría en Estudios Avanzados (MASt.) En Matemáticas para el curso de un año.

## Estructura actual del curso
El curso tiene una duración de un año, dividido en tres períodos de ocho semanas. Hay una amplia variedad de clases magistrales sobre matemáticas puras y aplicadas, principalmente concentradas en los dos primeros cuatrimestres. El tercer cuatrimestre es principalmente para la preparación y realización de exámenes que, junto con la opción de escribir un ensayo (introducido en la década de 1970, una especie de tesis en miniatura, a menudo en forma de revisión de la literatura), determina en su totalidad la calificación final del grado.

## Calificación
Las calificaciones disponibles son: suspenso, aprobado, mérito y distinción (el de mérito se introdujo en 2000). Cambridge reconoce que en la Parte III de los Tripos de Matemáticas obtener una calificación de 'mérito' es equivalente a un First Class en las otras partes de los Tripos. El nivel de logro requerido para una distinción es aún mayor. Tradicionalmente, los resultados se anuncian en el Senado de la Universidad. De pie en el balcón, el examinador lee en voz alta los resultados de la clase para cada estudiante y luego se arrojan copias impresas de los resultados a la audiencia de abajo. Los ránkings de los estudiantes dentro de su promoción ya no se anuncian, pero el estudiante con la clasificación más alta todavía se identifica, hoy en día por la inclinación del sombrero académico del examinador cuando se lee el nombre relevante.